# Mircea Vasilescu
Mircea Vasilescu (n. 19 iulie 1960, Ploiești) este un eseist, critic, istoric literar, jurnalist și traducător român, profesor la Universitatea din București.

## Biografie
A absolvit în 1984 Facultatea de Filologie a Universității București. A participat la ședințele Cenaclului "Junimea" condus de criticul și profesorul Ovid S. Crohmălniceanu. Din data de 17 decembrie 2007 până în octombrie 2010 a condus Catedra de Istoria Literaturii Române de la Facultatea de Litere din București, unde este profesor. A fost căsătorit cu lingvista Andra Vasilescu (Șerbănescu).
A fost redactor-șef la revista [Dilema Veche]din București. Este profesor doctor la catedra de Istoria literaturii române a Facultății de Litere din cadrul Universității bucureștene, unde ține cursuri de literatura româna și de jurnalism cultural/presă literară. În intervalul ianuarie 1994 – iunie 1997 a fost lector de limba și literatura româna la Universitatea "La Sapienza" din Roma. În 1999 și-a luat doctoratul în filologie, cu teza Formarea sistemului de receptare în literatura română veche și modernă.
În paralel cu activitatea didactică, a desfășurat o susținută activitate editorială și jurnalistică. Astfel, între septembrie 1997 și octombrie 1998 a fost redactor-șef la Editura Fundației Culturale Române. Între 1996 și 1997, în timp ce se afla în capitala Italiei, a colaborat cu postul de radio "Europa Liberă". Începând din ianuarie 1993, a fost redactor-șef adjunct, apoi corespondent de la Roma al revistei Dilema, pentru ca în prezent să ocupe funcția de redactor-șef al acesteia. În 2001 a publicat la Editura Paralela 45 studiul - la origine teza de doctorat - Iubite cetitoriule. Lectură, public și comunicare în cultura română veche. De asemenea, semnează o rubrică permanentă în cotidianul Adevărul și este redactor-șef al revistei culturale "Dilemateca". De la 1 ianuarie 2012 este președintele fundației Soros România.

## Volume publicate în colaborare
Este coautor (împreună cu Andra Vasilescu și Adela Rogojinaru) al manualului Limba română, clasa a VI-a (1998). A editat, împreună cu Liviu Papadima, volumul Cercetarea literară azi. Studii în onoarea profesorului Paul Cornea (2000).
- Cu ochii-n 3,14, coord. de Ana Maria Sandu - Magdalena Boiangiu, Tita Chiper, Marius Chivu, Adrian Cioroianu, Radu Cosașu, Adrian Damian, Cristian Ghinea, Stela Giurgeanu, Andrei Manolescu, Matei Martin, Patricia Mihail, Ruxandra Mihăilă, Cristian Munteanu, Cezar Paul-Bădescu, Matei Pleșu, Adina Popescu, Iaromira Popovici, Ana Maria Sandu, Simona Sora, Dan Stanciu, Mădălina Șchiopu, Alex. Leo Șerban, Cristina Ștefan, Ruxandra Tudor, Mircea Vasilescu, Luiza Vasiliu, Delia Verdeș-Radu; Ed. Humanitas, 2016;

## Volume publicate
- Mass comedia. Situații și moravuri ale presei de tranziție, Editura Curtea Veche, 2001
- Iubite cetitoriule. Lectură, public și comunicare în cultura română veche, Editura Paralela 45, 2001
- Europa dumitale. Dus - întors între noi și ei, Editura Polirom, 2007
- Cultura română pe înțelesul patrioților, Editura Humanitas, 2018; ISBN 978-973-50-6272-9

## Volume traduse
- Istoria nebuniei - Michel Foucault
- Reflecții asupra Revoluției franceze - Francois Furet
- Cincizeci de ani de istorie mondială - Sergio Romano